# シブツ (中央アフリカ共和国)
シブツ（シブート、シビューとも　フランス語: Sibut、サンゴ語: Sibîti）は、中央アフリカ共和国のケモ州に位置する都市・コミューン（第三級行政区画）。
また同コミューンを中心とした同名の郡（第二級行政区画）を指す場合もあるため、ここでは郡についても合わせて説明する。

## シブツ・コミューン
シブツ・コミューンはケモ州の8つあるコミューン（基礎自治体）のひとつ。同州の州都であり、また後述する郡の中心地。首都バンギから北へ160km、トミ川のほとりに位置する。面積は約86平方キロメートル、人口は約3万人（2015年推定）。都市化が進んでおり、下位区分は村ではなく行政区と呼ばれる。

### 歴史
フランス領となる前はバンダ人が居住しており、Krébédjéと呼ばれていた。1900年にフォール＝シブツ（Fort-Sibut）へ改名され、 新たに設置されたオート・シャリ植民地の首都となるが、1903年12月29日にフランス領ウバンギ・シャリへ統合される。1946年10月16日に植民地の行政区画が設定され、フォール＝シブツはケモ＝グリビジ地域の首府となる。独立の翌年となる1961年1月23日、ケモ＝グリビジ地域は州へ改編され州都となる。1961年12月22日、現名称であるシブツへ改名。1974年8月6日にケモ＝グリビジ州は分割され、新たに設置されたケモ州の州都となる。
2012年12月、フランソワ・ボジゼ政権の反政府勢力であるセレカがシブツを制圧。政権崩壊後もセレカが支配していたが、2014年1月に反セレカのアンチ・バラカと衝突。アンチバラカが街を奪取し、略奪・放火行為に及んだ。2月2日、フランスおよびMISCA連合軍はシブツを解放した。

### 気候
ケッペンの気候区分ではサバナ気候（Aw）に区分される。
| シブツの気候                       | シブツの気候 | シブツの気候 | シブツの気候 | シブツの気候 | シブツの気候 | シブツの気候 | シブツの気候 | シブツの気候 | シブツの気候 | シブツの気候 | シブツの気候 | シブツの気候 | シブツの気候  |
| 月                                 | 1月          | 2月          | 3月          | 4月          | 5月          | 6月          | 7月          | 8月          | 9月          | 10月         | 11月         | 12月         | 年            |
| ---------------------------------- | ------------ | ------------ | ------------ | ------------ | ------------ | ------------ | ------------ | ------------ | ------------ | ------------ | ------------ | ------------ | ------------- |
| 平均最高気温 °C （°F）             | 34.9 (94.8)  | 36.1 (97)    | 35.4 (95.7)  | 34.1 (93.4)  | 33 (91)      | 31.4 (88.5)  | 30.3 (86.5)  | 30.7 (87.3)  | 31.3 (88.3)  | 31.9 (89.4)  | 33 (91)      | 33.9 (93)    | 33 (91.32)    |
| 日平均気温 °C （°F）               | 25.3 (77.5)  | 26.6 (79.9)  | 27.5 (81.5)  | 27 (81)      | 26.5 (79.7)  | 25.4 (77.7)  | 24.7 (76.5)  | 24.9 (76.8)  | 25.3 (77.5)  | 25.5 (77.9)  | 25.3 (77.5)  | 24.9 (76.8)  | 25.74 (78.36) |
| 平均最低気温 °C （°F）             | 15.7 (60.3)  | 17.1 (62.8)  | 19.6 (67.3)  | 20 (68)      | 20 (68)      | 19.4 (66.9)  | 19.1 (66.4)  | 19.2 (66.6)  | 19.3 (66.7)  | 19.2 (66.6)  | 17.6 (63.7)  | 16 (61)      | 18.52 (65.36) |
| 降水量 mm （inch）                 | 8 (0.31)     | 24 (0.94)    | 70 (2.76)    | 93 (3.66)    | 140 (5.51)   | 167 (6.57)   | 216 (8.5)    | 223 (8.78)   | 206 (8.11)   | 187 (7.36)   | 48 (1.89)    | 14 (0.55)    | 1,396 (54.94) |
| 出典：Climate-Data.org, 高度: 428m |              |              |              |              |              |              |              |              |              |              |              |              |               |

### 交通
- 国道2号が通過する。また国道8号の起点。
- シブツ空港（英語版）

## シブツ郡

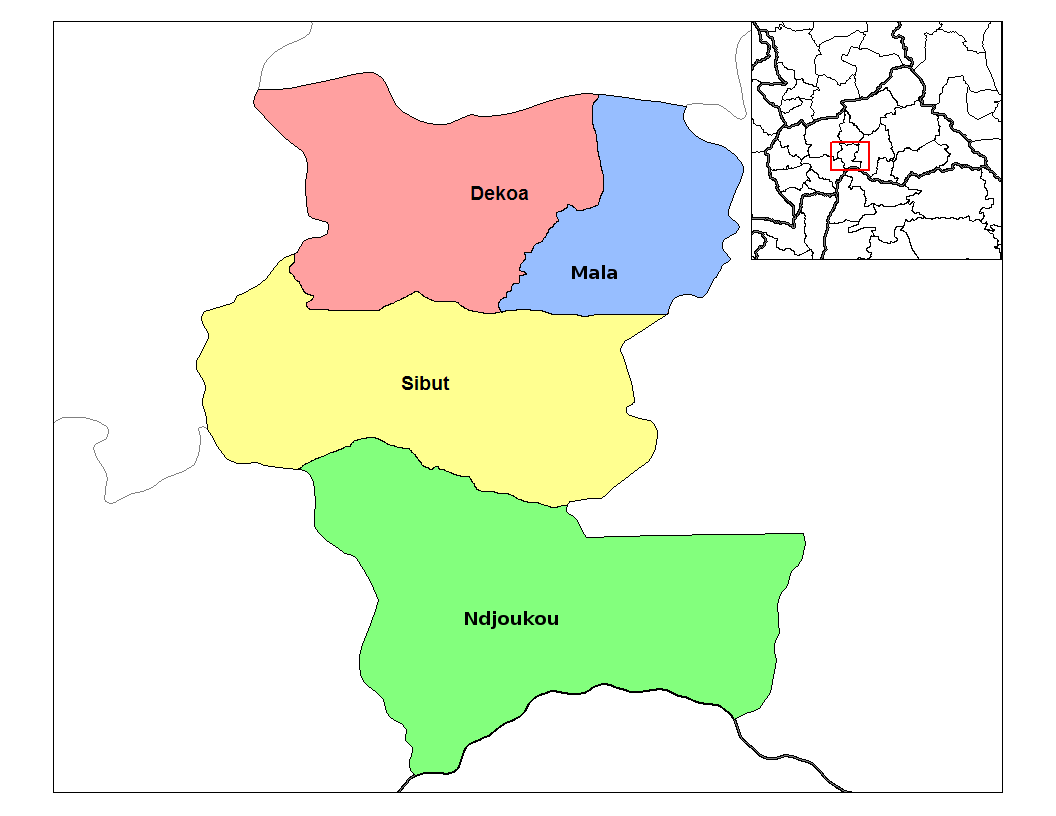
ンジョコ郡分離前のシブツ郡の地図

シブツ郡（フランス語: Sous-préfecture de Sibut）は、ケモ州を構成する4郡のひとつ。州中部に位置し、東西に広い長方形のような形をしている。2つのコミューンから成り、面積は約4千8百平方キロメートル、人口は約5万人（2015年推定）。
資料が乏しいため正確な日時等は不明だが、1967年時点ではフォール＝シブツ郡（Fort-Sibut）として既に存在していた。1984年にはシブツ郡として確認されている。また、推定であるが1984年から2003年国勢調査までの間に郡南部がンジョコ郡として分離している。
所属するコミューンと村（区）
| コミューン                   | 面積 (km2) | 人口 (2015) | 下位区分 |
| ---------------------------- | ---------- | ----------- | -------- |
| シブツ （#コミューンを参照） | 85.99      | 29,892      | 52区     |
| Ngoumbélé                    | 4,713.67   | 20,189      | 51村     |